# 杭州银行

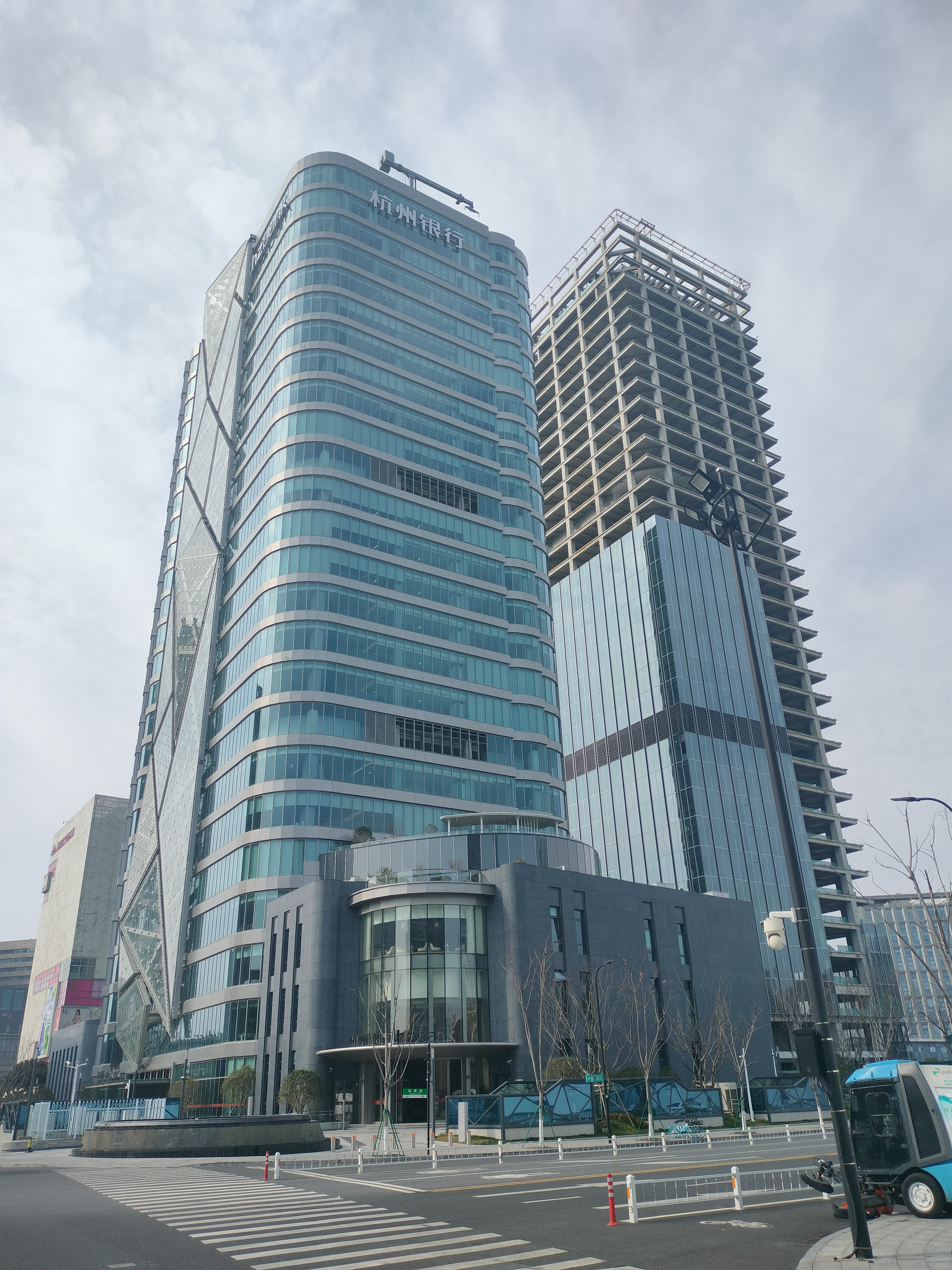
位于解放东路168号的杭州银行新总部大楼

杭州银行股份有限公司，简称杭州银行（上交所：600926），成立于1996年9月26日，是一家地方的股份制商业银行，在杭州、北京、上海、深圳、南京、合肥、宁波、舟山、绍兴、温州、金华、衢州、丽水、嘉兴等地设立了分行。至2016年末，營業收入137.32億，淨利潤47.2億，資產總額為7204.24億元，存貸款餘額分別為3683.07億元和2466.07億元。

## 旗下資產
- 浙江缙云杭银村镇银行股份有限公司51%
- 寧夏石嘴山銀行股份有限公司19.80%
- 澳洲聯邦銀行村鎮銀行